# Krępkowo (Poméranie)
Pour les articles homonymes, voir Krępkowo.
Krępkowo est une localité polonaise de la gmina rurale de Cewice située dans le powiat de Lębork en voïvodie de Poméranie. Elle se trouve à environ 13 km au sud de Lębork et 59 km à l'ouest de la capitale régionale Gdańsk.

## Géographie

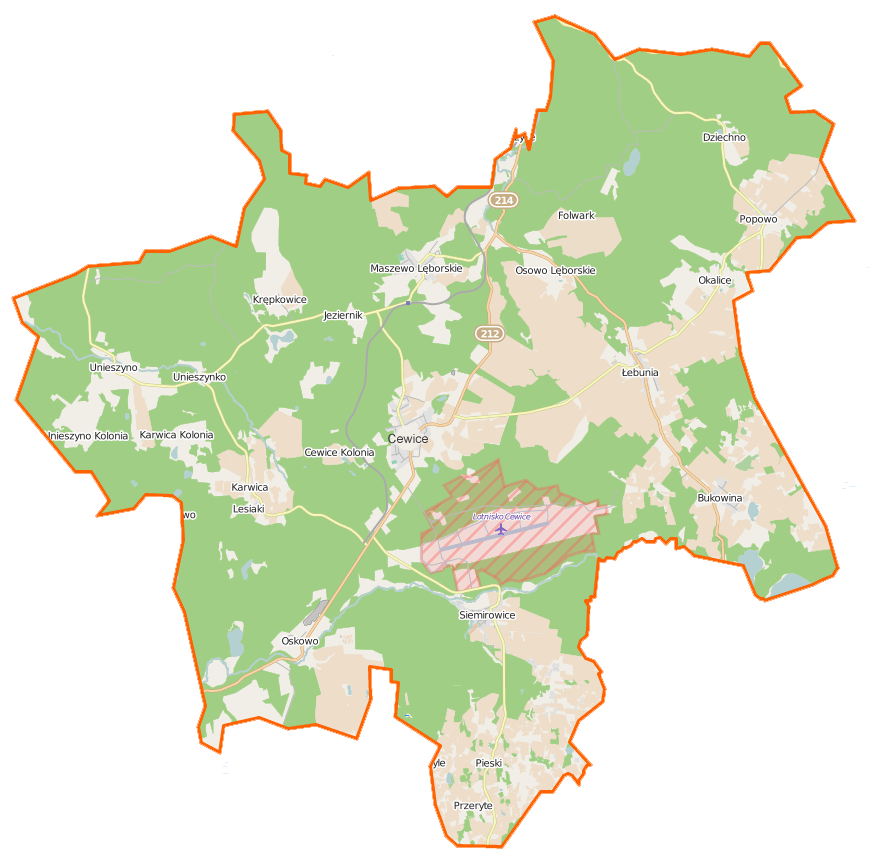
Carte de la gmina de Cewice.